# Musée départemental des Merveilles de Tende
Le musée départemental des Merveilles de Tende est un lieu de conservation, de recherche et d'exposition du patrimoine archéologique et ethnologique de la haute vallée de la Roya, dans les Alpes-Maritimes. À partir de la fin du Néolithique, il y a environ 5 500 ans, et jusqu’au siècle dernier, les hommes ont laissé quelque 50 000 signes sur près de 4 000 roches de la vallée des Merveilles, ce qui fait de ce site le plus vaste monument historique français classé. Ouvert en 1996 par le département des Alpes-Maritimes, le musée des Merveilles est consacré à l’un des plus importants sites de gravures rupestres d’Europe, celui des vallées des Merveilles et de Fontanalba dans la région du mont Bego.

## Localisation
Au cœur du parc national du Mercantour, le musée des Merveilles se situe à Tende, dans les Alpes-Maritimes. Il se trouve à 80 km de Nice, 55 km de Menton et 45 km de Vintimille (Italie).
La gare de Tende offre un parc de stationnement à moins de 100 m. On accède à Tende par la route départementale RD204.
Le train des Merveilles (Nice - Breil-sur-Roya - Tende) permet d'accéder à proximité des villages des vallées.

## Vallée des Merveilles

### Historique
Situées dans la région du mont Bego à la frontière franco-italienne, les gravures rupestres recouvrent principalement deux grands sites : la vallée des Merveilles et la vallée de Fontanalbe.
Arpentée depuis des millénaires, la première mention de la vallée des Merveilles est due à Pierre de Montfort en 1460. Elle n’est citée dans la littérature qu’à partir du XVIe siècle mais n’éveillera l’intérêt des chercheurs qu’à la fin des années 1800. Dès 1879, l'anglais Clarence Bicknell se passionne pour ce site et y consacre trente ans de sa vie. Entre les deux guerres, les gravures sont étudiées par les Italiens Piero Barocelli (it) et Carlo Conti, qui a relevé trente cinq mille gravures entre 1927 et 1942.
Mais c'est à partir de 1967 que des chercheurs du musée de l'Homme, du laboratoire d'anthologie et du laboratoire départemental du Lazaret à Nice, avec la collaboration de nombreux chercheurs, ont engagé une campagne plus systématique de relevés sur le terrain.

### Protection
Le site remarquable de la vallée des Merveilles bénéficie de plusieurs protections administratives : au titre du Parc national du Mercantour, en tant que site naturel et plus récemment pour 14 km2, par une protection au titre des monuments historiques.
Il a d'abord été inscrit le 26 octobre 1959 au titre des sites naturels, en application de la loi du 2 mai 1930, arrêté transformé en classement par arrêté du 22 avril 1969. Son territoire a par ailleurs été inclus dans l'aire du Parc national du Mercantour par décret du 18 août 1979. La protection au titre des monuments historiques est, elle, intervenue le 27 novembre 1987 (inscription sur l'inventaire supplémentaire des monuments historiques), puis le classement des gravures a parachevé cette protection par arrêté du 8 décembre 1989. Enfin un arrêté, instituant la zone réglementée des gravures rupestres des Merveilles et de Fontanalbe, est intervenu le [3 juin 2013.

## Historique du musée
En raison de l'importance des  gravures rupestres de la vallée des Merveilles, archéosite, site archéologique inclus dans le Parc national du Mercantour, et des recherches qui y sont effectuées, le département des Alpes-Maritimes a décidé de créer le musée des Merveilles afin de contribuer à la protection de ce patrimoine archéologique exceptionnel.
C'est en 1987 que la décision est prise par le Conseil général des Alpes-Maritimes et la ville de Tende d'ouvrir un musée consacré aux gravures du Mont Bego. En 1989 un ancien bâtiment est acheté par le Conseil général des Alpes-Maritimes comme emplacement pour le futur musée. Les travaux et les aménagements sont achevés en 1996, année de l'inauguration.
Le musée des Merveilles a fait l'objet d'une rénovation complète de son exposition permanente en 2019.

## Découvrir le musée des Merveilles
Conçu sur le plan scientifique par Henry de Lumley, et sur le plan architectural et des aménagements intérieurs par Jacques Gourvenec, architecte DPLG du Musée d'Art moderne de Paris, le musée des Merveilles de Tende présente une façade conçue comme un signal, en référence aux principales gravures rupestres trouvées sur les rochers du Mont Bego, avec une architecture bien intégrée dans le paysage du village. C'est un lieu de conservation, de recherche et d'exposition du patrimoine archéologique et ethnologique de la haute vallée de la Roya, d'une surface totale de 2 000 m2.
Sur 750 m2, le parcours des galeries permanentes du musée permet d'aborder plusieurs grands thèmes : 
- L'espace géologie-géomorphologie, de la Pangée aux glaciations quaternaires ;
- L'archéologie, aborde les cultes et la vie quotidienne des populations des Alpes méridionales au cours de la Protohistoire (âge des Métaux) en parallèle des espaces dédiés aux gravures rupestres du mont Bego; à noter la présence remarquable de la stèle originale du « chef de tribu » (déplacée pour des raisons de préservation, des dioramas, de nombreuses vitrines d'objets ainsi que deux espaces de photogrammétrie étonnants (découverte virtuelle des paysages gravés du mont Bego). La stèle gravée originale dite du "chef de tribu" a été installée dans le musée et une copie de celle-ci a été réinstallée dans la vallée des Merveilles à l'emplacement de l'original.
- Les gravures historiques, de l'époque romaine à la deuxième moitié du XXe siècle (un étonnant florilège...
- Les arts et traditions populaires, qui relatent la vie des bergers de la Vallée de la Roya, décrivent la vie économique de la région au travers des activités pastorales, et depuis 5 000 ans. L'exposition permanente s'achève par les récits et les légendes de l'incroyable hologramme en 3D "Battistin".

## Autres équipements
Le musée est doté de salles d'expositions temporaires et d'équipements divers :
- Sur 150 m2, les salles temporaires proposent des expositions en liaison avec les grands thèmes développés par le musée ;
- Une salle polyvalente d'une capacité de 70 personnes, configurable et dotée d'équipements audiovisuels permet l'accueil de manifestations diverses ;
- Une salle de dessin et de création graphique ;
- Un atelier moulage ;
- Un centre de documentation et de recherche.

La bibliothèque propose une importante documentation axée sur la Préhistoire, la Protohistoire et l'Histoire des Alpes méridionales, sur l'art rupestre dans le monde , ainsi que l'archéologie et l'ethnologie de manière plus générale . Elle met également à disposition de nombreuses publications relatives à l'histoire et aux traditions de la vallée de la Roya et des Alpes du Sud, à l'environnement, à la faune et à la flore du milieu alpin. Des échanges d’ouvrages inter-musées enrichissent régulièrement ce fonds.
Le musée est labellisé Centre de Conservation et d'Études, constituant de fait une structure de recherche sur l'art rupestre protohistorique. Il est de plus doté d’un service éducatif qui propose toute l’année des ateliers, visites et animations pour les groupes adultes, les groupes scolaires et le public individuel.

## Galerie

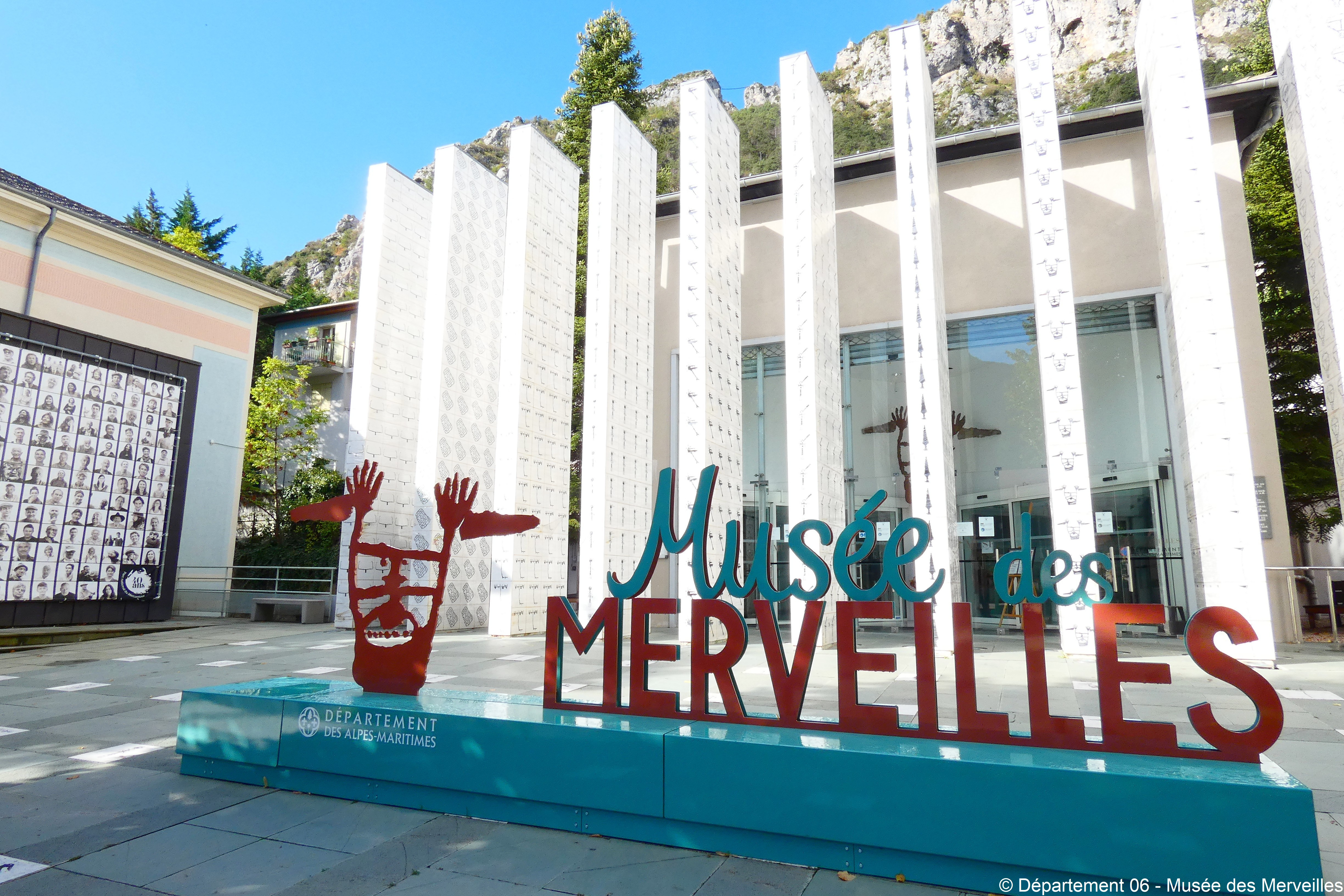
Parvis du Musée des Merveilles
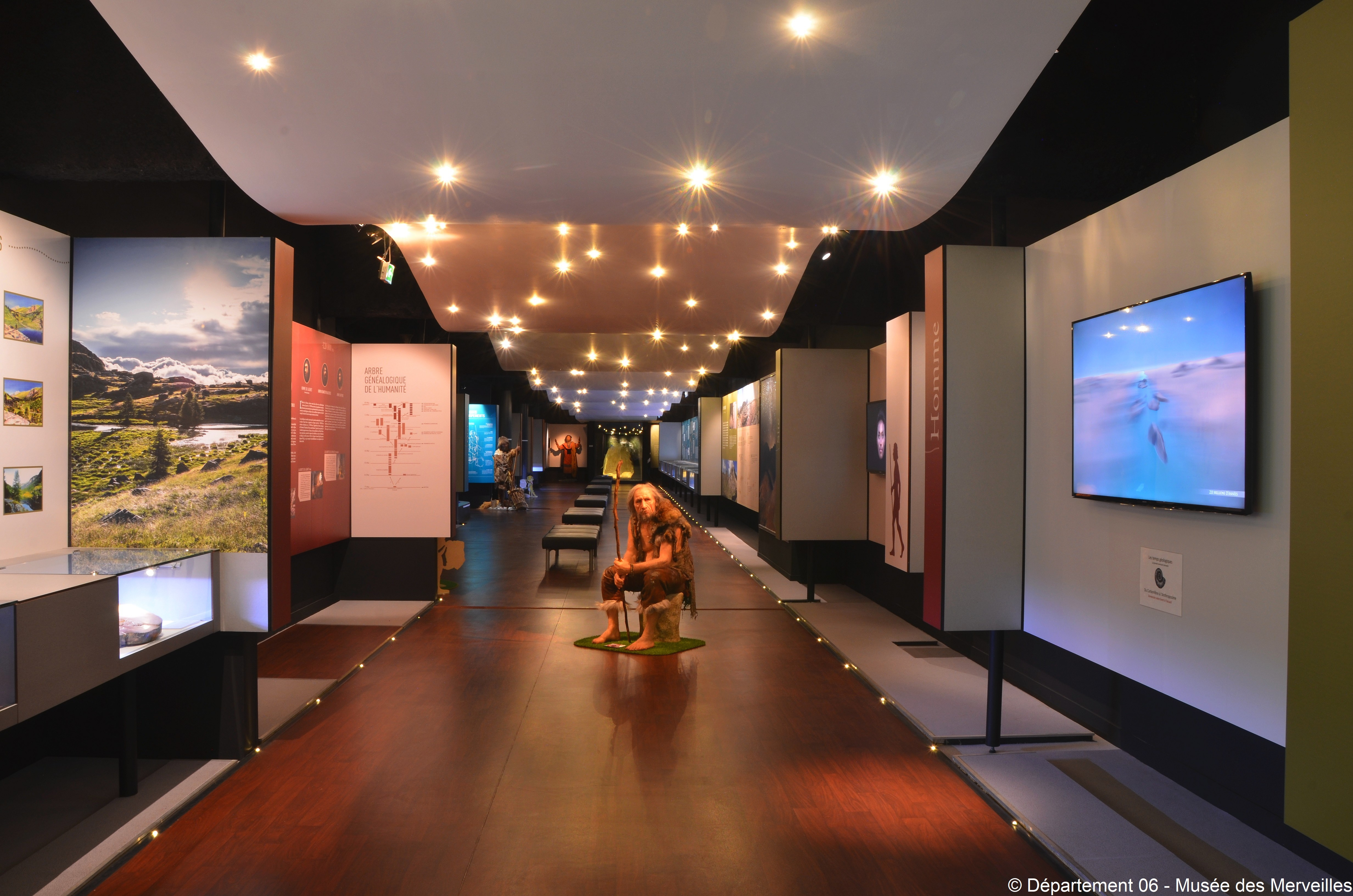
Première galerie de l'exposition permanente
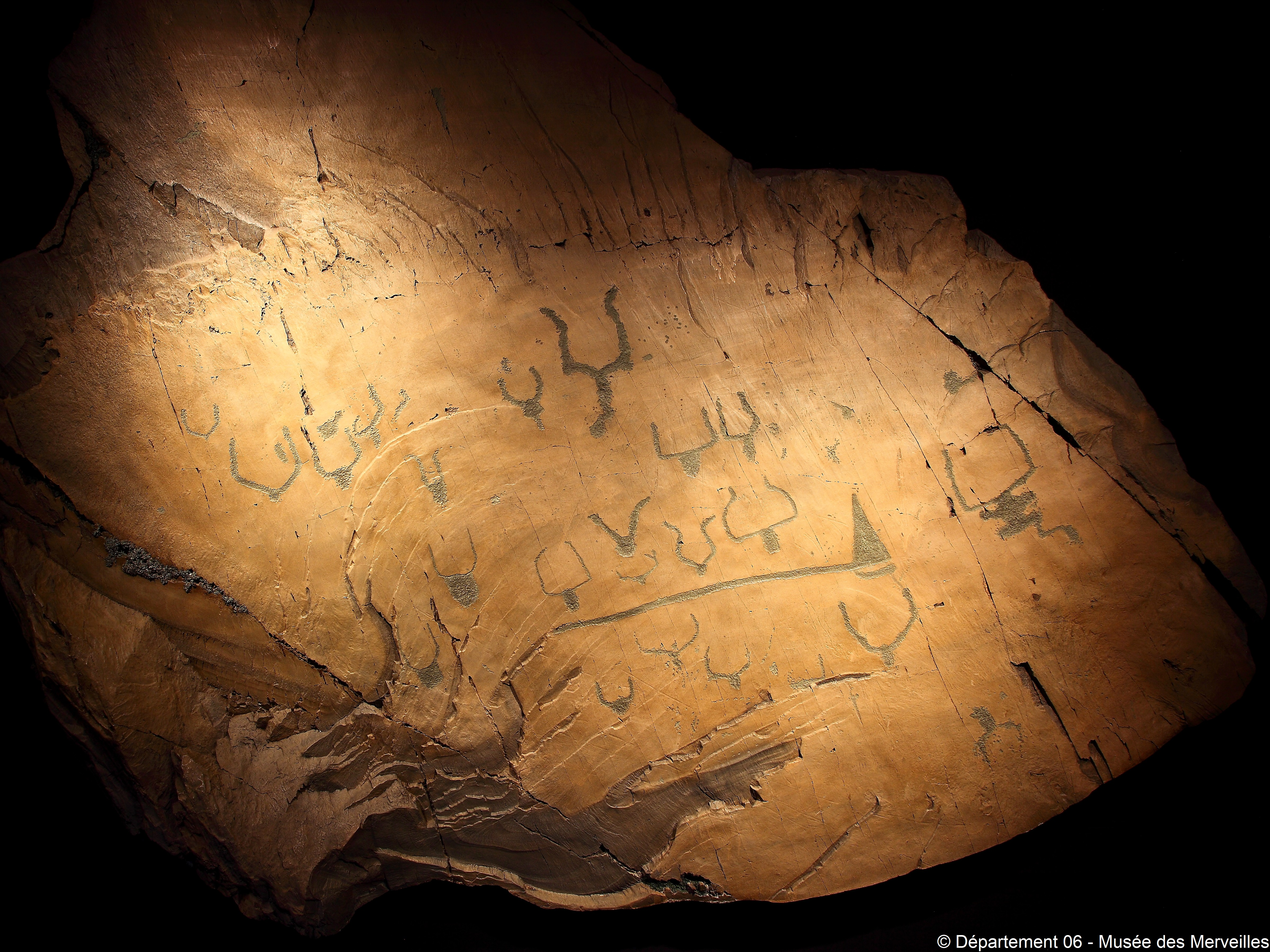
Moulage de roche gravée du mont Bego

## Informations pratiques
Le musée possède le label Tourisme et handicap ; il est équipé pour accueillir les personnes présentant un handicap moteur, un handicap mental ou une déficience auditive ou visuelle, certifié ISO 9001  et Qualité Tourisme. Le musée des Merveilles est labellisé musée de France.
Horaires d'ouverture :
- Horaires d'hiver : du 16 septembre au 15 juin, de 10h00 à 17h00
- Horaires d'été : du 16 juin au 15 septembre, de 10h00 à 18h00.
- Périodes de fermeture :
  - Fermeture hebdomadaire le mardi,
  - Fermeture du 13 au 25 novembre,
  - Fermeture les 25 décembre, 1er janvier et 1er mai.

### Bibliographie

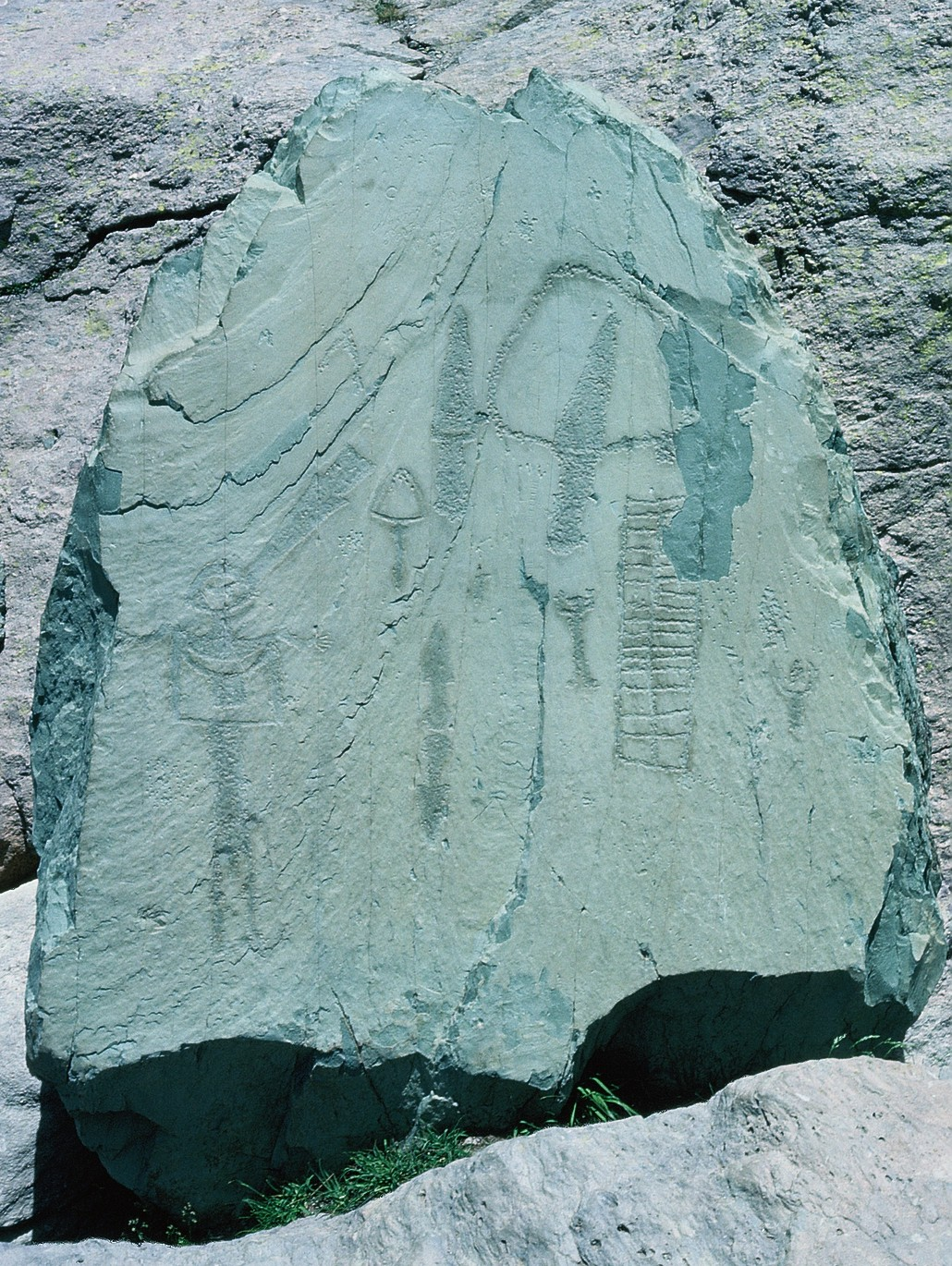
L'original de la fameuse stèle gravée originale dite du "chef de tribu" mis à l’abri dans le "Musée départemental des Merveilles de Tende".